# Вулиця Полтавський Шлях
Ву́лиця Полта́вський Шлях — одна з найстаріших вулиць Харкова. З'єднує центр міста з вокзалом, Холодною Горою, Залютиним. Вулиця йде по межі між адміністративними районами міста. Парна сторона належить до Холодногірського району, непарна — до Новобаварського.
Виникла наприкінці XVII століття як дорога з харківської фортеці до Дніпра, Полтави, Києва та інших міст. На вулицю в сучасному розумінні цього слова Полтавський Шлях перетворився лише в другій половині XVIII століття, коли було прийнято план забудови міста. У 1804 році, коли всі харківські вулиці дістали сталі назви, Полтавський Шлях, забудований тоді дерев'яними будинками до Холодної гори, було названо Катеринославською вулицею.
Наприкінці XIX століття Катеринославська вулиця стала однією з найважливіших артерій міста, на ній було розміщено будинки губернатора та заможних міщан, насаджено сквер, збудовано перший у Харкові оперний театр (будівля не збереглася) та в 1905 році відкрито перший у Російській імперії кінотеатр «Боммер» (зберігся). У 1882 році вулицею було прокладено першій у Харкові маршрут кінного трамвая.

## Назва

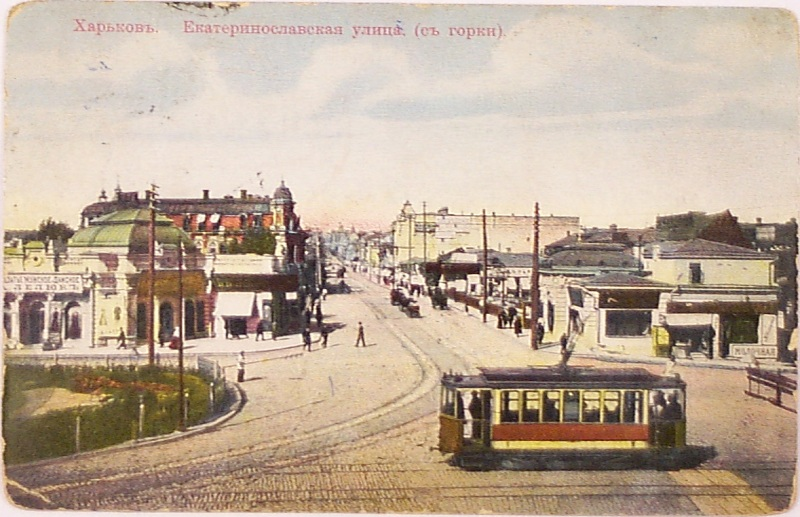
Початок Катеринославської вулиці. 1910-ті роки

Протягом своєї історії вулиця неодноразово змінювала назву. Згідно зі списком вулиць 1724 року, вона мала назву вулиця Василя Ктитора. З 1794 року вулиця іменувалася Катеринославською, що вказувало на напрямок до Катеринослава (нині Дніпро), а також вживалася назва Херсонська — за напрямком до Херсона. У 1804 році вулиця отримала офіційну назву Катеринославська вулиця (рос. дореф. Екатеринославская улица). 13 березня 1919 року вулицю перейменували на честь російського радянського політичного і державного діяча Якова Свердлова. 1942 року Харківська міська управа, підпорядкована Третьому Рейху, прийняла рішення про повернення вулиці назви Катеринославська. Після повторного встановлення радянської влади у 1943 році перейменування було скасоване, вулиці повернулася назва Якова Свердлова. 27 червня 1995 року Харківська міська рада вирішила повернути вулиці історичну назву, назвавши її вулицею Полтавський Шлях. Однак, за дослідженнями історика Андрія Парамонова, ця вулиця ніколи не мала подібної назви.

## Історія

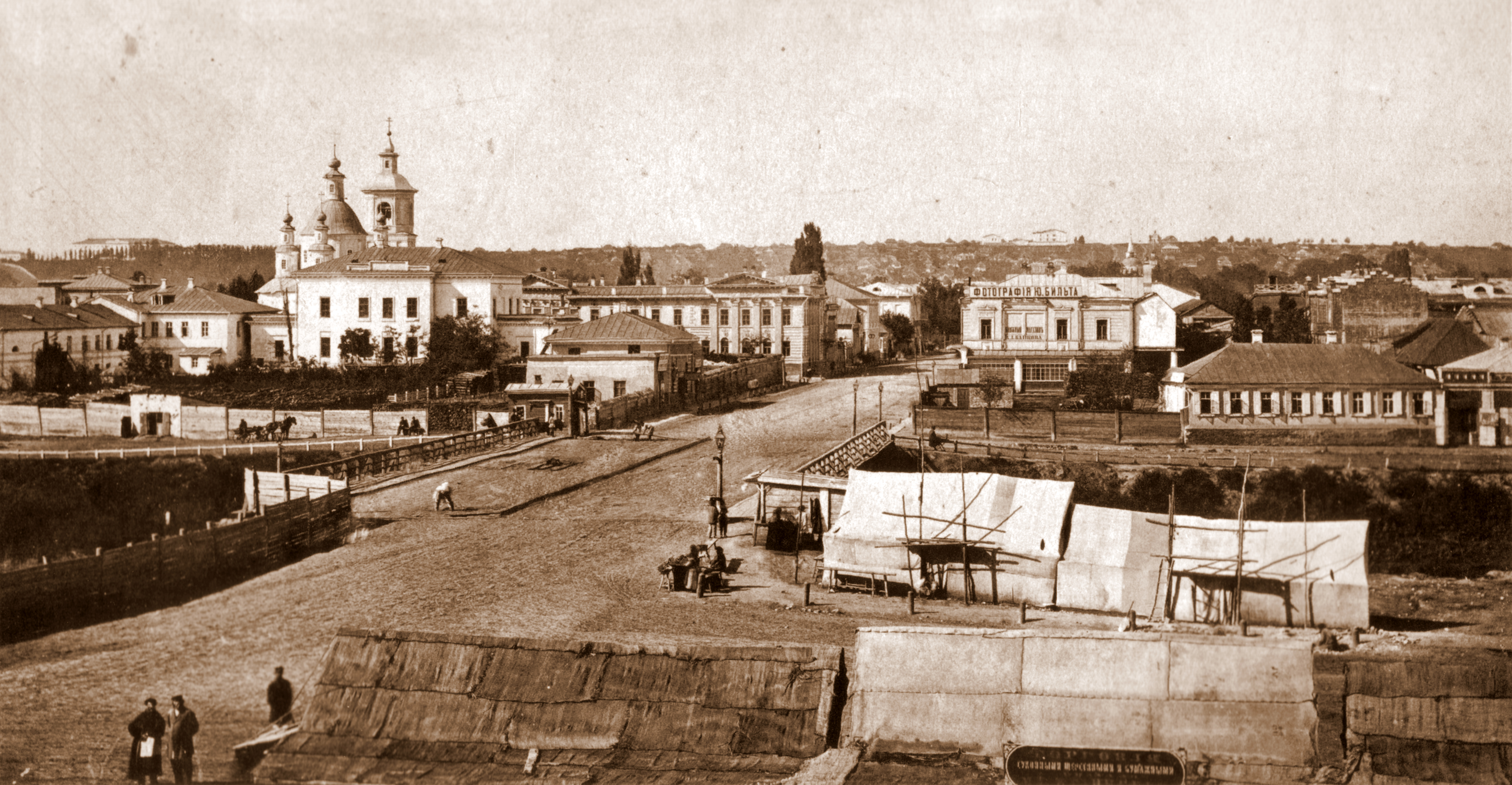
Вулиця на фотографії 1879 року Василя Досєкіна. В центрі кадру — садиба Кузіних

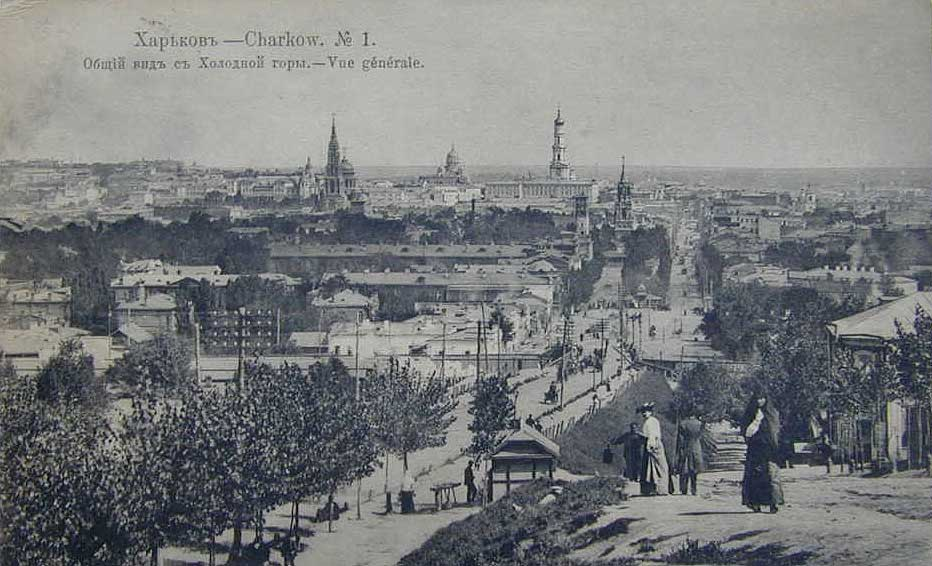
Вигляд на Полтавський Шлях з Холодної гори. 1900-ті роки

Сучасна вулиця Полтавський Шлях є однією з найдавніших магістралей Харкова. Її формування розпочалося в другій половині XVIII століття, коли від Харківської фортеці, розташованої на території теперішньої Університетської гірки, проклали дорогу в напрямку Катеринославської губернії, Бельова (Берестин), Потлави та Києва. Дорога стала центральною віссю новоутвореного району Залопань, що почав забудовуватися після освоєння територій за річкою Лопань. У 1724 році вулиця при Дмитрівській церкві мала назву на честь Василя Ктитора. На перетині із сучасним Гончарівським бульваром вона закінчувалася та упиралася у міський земляний оборонний вал та ворота. У 1804 році вулиця отримала офіційну назву Катеринославська, що фіксувалася ще з кінця XVIII століття. При в'їзді у місто, перед Лопанським мостом, стояла міська будка зі шлагбаумом, де ніс службу міський вартовий.

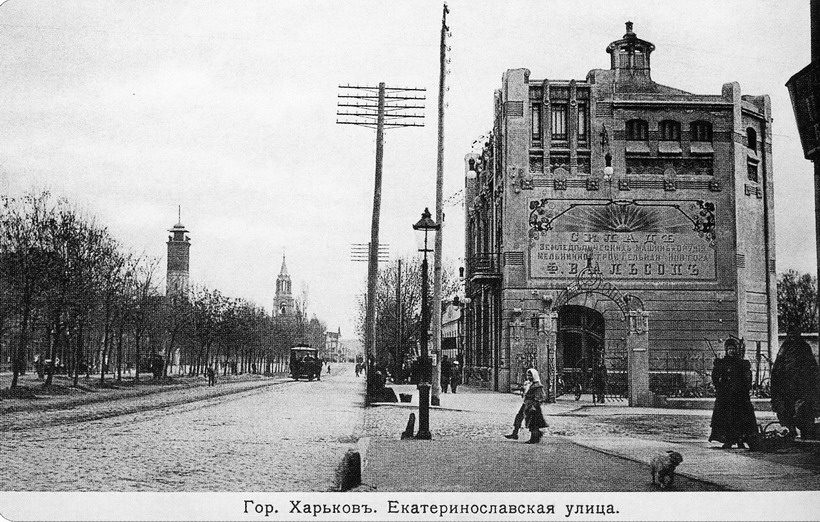
Полтавський Шлях у 1900-х роках. Праворуч — торговий будинок Альсонових, вдалині — каланча Залопанської пожежної частини та дзвіниця Дмитрівської церкви

Забудова вулиці наприкінці XVIII — на початку ХІХ століття була переважно хаотичною, лише будинки ближче до центру будувалися за належними проєктами. На вулиці з 1689 року стояла дерев'яна Дмитрівська церква, знесена у 1764 році для будівництва нової дерев'яної будівлі, яка згоріла у 1804 році. У 1805—1808 роках зведена нова кам'яна церква у стилі класицизм. Церква була розширена у 1841—1842 роках. Повторно її реконструювали у 1888—1896 роках за проєктом Михайла Ловцова у поєднанні неовізантійського стилю та неоготики. Храм було закрито у лютому 1930 року і віддано клубу «Автодор», а пізніше передано товариству ДТСААФ. У 1935 році колишню церкву було перебудовано у стилі конструктивізму. Було знищено куполи та верхні яруси дзвіниці, перегороджено внутрішній простір, збито фасадний декор. У 1942—1943 роках під час німецької окупації Харкова в храмі ненадовго було відновлено богослужіння. Після Німецько-радянської війни в будівлі розмістився кінотеатр «Спорт». Розбиті на два поверхи бічні приділи займали майстерні ДТСААФ, магазини, кафе «Витязь», медичний кабінет. 1966 року фасад церкви облицювали керамічною плиткою, а також знищили храмові розписи, до того лише приховані під шаром побілки. Останнім часом храм відновлюють в історичному вигляді.
До 1822 року Катеринославська закінчувалася поруч із храмом, але вже тоді вулиця була довжиною понад кілометр. Лише після облаштування Жандармського майдану (нині майдан Національної Гвардії) вона продовжилася далі на захід. До приїзду у Харків генерал-губернатора Сергія Кокошкіна всі старі будинки на вулиці було знесено. До 1869 року вулиця була популярною для прогулянок на санях взимку. З 1843 до 1919 року по Катеринославській двічі на рік проходила хресна хода із Курязького монастиря в Харківський Покровський монастир під час якої переносилася Озерянська ікона Божої Матері, покровительниці Харкова, втрачена під час радянської окупації.
На території сучасного «Круглого скверу» у першій половині ХІХ століття існувало озеро-стариця річки Лопань. Разом з іншими навколишніми озерами довгий час воно служило джерелом води. За наказом генерал-губернатора у 1796 році озеро, що розташовувалося тоді вже на одній із центральних вулиць міста, було облаштоване і очищене, 1822 року через нього існував міст. У 1850-х роках у водойму запустили рибу, а саме озеро стали називати Рибним. Згодом озеро висохло, на його місці облаштували фонтан, а наприкінці ХІХ століття — сквер. Розташування озера вплинуло на навколишню забудову, утворивши ввігнуті в середину кварталів лінії вулиць з «Круглим» сквером у центрі.
На початку XIX століття, згідно з «Положенням про впорядкування губернського міста Харкова», на центральних вулицях дозволялося будувати лише кам'яні будівлі. Це сприяло появі вздовж вулиці кам'яних особняків купців, чиновників, дворян, а також контор, банків та культурних закладів. У 1845—1857 роках одна з найперших будівель пожежних частин в Україні — Залопанська пожежна частина, реконструйована у 1906—1908 роках Борисом Корнієнком. У 1870-х роках будівлю жандармської казарми передали під митницю. У другій половині ХІХ та на початку ХХ століття в будинку № 23 працювала кондитерська Єфима Муравйова, що вважалася однією із найкращих у місті. У 1874 році на її початку відкрився оперний театр, а в 1880-х роках з'явилося музичне училище. У 1908 році на початку вулиці відкрився перший в Російській Імперії стаціонарний кінотеатр «Боммер», який нині є найстарішим відкритим кінотеатром України та Східної Європи (тимчасово не працює). У середині XIX століття вулицю вирівняли та замостили каменем. 12 вересня 1882 році по вулиці пролягла перша в Харкові лінія кінного трамвая, замінена у 1919 році електричним.

## Будівлі
На вулиці Полтавський Шлях розташовано 25 пам'яток архітектури Харкова та ще декілька історичних будівель.
| №     | Назва                                    | Роки                                              | Охор. №                   | Фотографія                            | Примітки |
| ----- | ---------------------------------------- | ------------------------------------------------- | ------------------------- | ------------------------------------- | --- |
| 1     | Прибутковий будинок Буркевича            | 1887—1888                                         | А-місц, МБ-місц № 7292-Ха |                                       | Будинок Карла Ернестовича Буркевича зведений у 1887—1888 роках за спрощеним архітектором Андреа-Моріцом Томсоном проєктом архітектора Шіле. На першому поверсі розміщувалися крамниці та книжковий магазин «Новий час» Олексія Суворіна (відкритий 28 листопада 1885 року). Через брак коштів Буркевич продав будинок гірничому інженеру П. І. Іванову. Пізніше ним володів шведський консул і купець Адольф Мюнх, який відкрив кінотеатр «Міньйон». З 2006 року будівля закинута, а перекриття частково зруйновані. |
| 3     | Садиба Кузіних                           | 1826                                              | А-місц, МБ-місц № 7293-Ха |                                       | Будинок колишньої садиби Кузіних побудований у 1826 році, ймовірно, за проєктом архітектора Петра Ярославського. Пізніше будівля реконструйована за проєктом архітекторів Євгена Васильєва та Андрія Тона. У 1960-х роках втрачена значна частина оздоблення. |
| 4     | Готель братів Руф                        | 1913                                              | —                         |                                       | Готель побудований у 1913 році за проєктом Н. З. Колодяжного. Він належав братам Володимиру та Йосипу Львовичам-Лео-Теодоровичам Руф. Значна частина оздоблення фасаду втрачена у ІІ половині ХХ століття. |
| 5     | Будинок Буткова                          | 1872                                              | —                         |                                       | Будинок Буткова зведений у 1872 році за проєктом Бориса Покровського для розміщення готелю. Будівля реконсруйована у 1960-х роках. |
| 7     | Будинок Шмітькова                        | 1886                                              | А-місц, МБ-місц № 7294-Ха |                                       | Будинок, що на початку ХХ століття належав Петру Шмітькову, побудований у 1886 році. На початку ХХ століття він належав Миколі Яковичу Данилевському. |
| 9     | Будинок Дмитра фон Циглера               | сер. ХІХ століття                                 | А-місц, МБ-місц № 7295-Ха |                                       | Будинок зведений у середині ХІХ століття для продавця тракторів Дмитра фон Циглера. Двоповерхова будівля виконана у стилі класицизм, розташована на куті із Круглим сквером. |
| 11    | Готель «Буль-вю»                         | 1910-ті                                           | А-місц, МБ-місц № 7296-Ха |                                       | Готель «Буль-вю» (фр. Beau vu, досл. «Гарний краєвид») зведений за проєктом Бориса Корнієнка у 1910-х роках. Фасад виконано у стилі модерн та багато оздоблено. |
| 12    | Будинок                                  | ІІ половина ХІХ століття                          | А-місц, МБ-місц № 7360-Ха |                                       | Будинок зведено у ІІ половині ХІХ століття. Наприкінці ХІХ століття він належав Єлизаветі Ковалевській, пізніше — Василю Безкровному, Бабакаю Саатчі та Ханиш Бабакаєвій. |
| 13    | Міський садибний будинок Павлових        | 1832                                              | А-місц, МБ-місц № 7297-Ха | Будівля до влучання · Будівля після   | Садиба Павлова збудована в 1832 році за проєктом архітектора Андрія Тона. 6 липня 2022 року в будівлю влучила російська ракета. Внаслідок попадання зруйновано 30 % будівлі, відновлення не планується. |
| 14    | Готель                                   | 1912                                              | А-місц, МБ-місц № 7361-Ха |                                       | Збудований Володимиром Покровським у 1912 році. |
| 18    | Житловий будинок Машель                  | 1887, 1890                                        | А-місц, МБ-місц № 8672-Ха |                                       | Будинок зведено у 1887 році та реконструйовано у 1890. Нині в будівлі знаходиться Харківський театр для дітей та юнацтва. |
| 19    | Готель «Слов'янськ»                      | 1880-ті, 1888                                     | А-місц, МБ-місц № 7298-Ха |                                       | Будинок Марії Монакової зведений у 1880-ті роки та надбудований у 1888. В будинку розміщувався готель «Слов'янськ», а на початку ХХ століття тут розміщувалося Північне страхове товариство. |
| 21    | Будинок Іллі Сімікіна                    | 1874                                              | А-місц, МБ-місц № 7300-Ха |                                       | Кутовий будинок купця 1-ї гільдії Іллі Миколайовича Семікіна зведено у 1874 році у стилі класицизм. Приміщення будівлі здавалися в оренду. Пізніше будинок належав сім'ї Дашкевичів. |
| 23/25 | Будинок Муравйова                        | середина ХІХ століття                             | А-місц, МБ-місц № 7300-Ха |                                       | Будинок сім'ї Муравйових зведено у середині ХІХ століття у стилі класицизм. В будинку розміщувалася їхня кондитерська, яка вважалася однією із найкращих у місті. |
| 28    | Житловий будинок                         | середина ХІХ століття                             | А-місц, МБ-місц № 7300-Ха |                                       | |
| 30    | Садиба Сомових                           | середина ХІХ століття                             | А-місц, МБ-місц № 7300-Ха |                                       | Садиба дворян Сомових зведена у середині ХІХ століття за типовим проєктом. Будував архітектор Андрій Тон. У 1840-х та 1850-х роках тут, ймовірно, розташовувалася резиденція генерал-губернатора Сергія Кокошкіна. |
| 22    | Прибутковий будинок                      | 1910                                              | А-місц, МБ-місц № 7301-Ха |                                       | Будинок побудований у 1910 році у стилі модерн. Автором проєкту був Борис Корнієнко. |
| 24а   | Прибутковий будинок Каців                | 1910-ті                                           | —                         |                                       | Побудований для братів Кац у 1910-х роках за проєктом Віктора Естровича. Фасад будівлі прикрашали дві великі скульптури, демонтовані у 2010-х роках. |
| 26    | Прибутковий будинок Хлєбнікова           | 1911                                              | А-місц, МБ-місц № 7303-Ха |                                       | Побудований у 1899 або 1911 році для купця Олексія Хлєбнікова. |
| 29    | Будинок Дворніченків                     | 1893, 1898                                        | А-місц, МБ-місц № 7304-Ха |                                       | Будинок Марії Дворніченко зведений у 1893 році. Первісно він був двоповерховим, а у 1898 році надбудовано третій поверх. |
| 31    | Прибутковий будинок «Динамо»             | 1916                                              | А-місц, МБ-місц № 7299-Ха |                                       | Шестиповерхова будівля збудована у 1914—1916 роках за проєктом Бориса Гершковича для купця М. Босіна. При будівництві повторно використано цеглу з будівель, що стояли на місці Палацу Праці. |
| 35    | Будинок Товариства «Трикутник»           | 1901                                              | А-місц, МБ-місц № 284-Ха  |                                       | Датами будівництва будинку називають 1901 або 1910. Прибутковий будинок було збудовано за проєктом архітектора Здислава Харманського в стилі модерн, він належав товариству з виробництва гумових виробів «Трикутник». |
| 43    | Будинок Володимира Хлопова               | І половина ХІХ століття                           | —                         |                                       | Будинок штабсротмістра у відставці Володимира Хлопова зведений у середині ХІХ століття. У 1861 році будинок купив Василь Досєкін, розташувавши тут свою фотостудію. Пізніше він продав будинок Ганні Меньшиковій, сім'я якої володіла будинком до націоналізації у 1920-х роках. |
| 44    | Дмитрівська церква                       | 1805—1808, 1841—1842, 1888—1896, 1935, 1966, нині | —                         | Кінець ХІХ століття · Сучасний вигляд | Дерев'яна Дмитрівська церква відома ще з 1689 року. Вона знесена у 1764 році для будівництва нової дерев'яної будівлі, яка згоріла у 1804 році. У 1805—1808 роках зведена нова кам'яна церква у стилі класицизм. Церква була розширена у 1841—1842 роках. Повторно її реконструювали у 1888—1896 роках за проєктом Михайла Ловцова у поєднанні неовізантійського стилю та неоготики. Храм було закрито у лютому 1930 року і віддано під різні установи, а у 1935 році колишню церкву було перебудовано у стилі конструктивізму. Було знищено куполи та верхні яруси дзвіниці, перегороджено внутрішній простір, збито фасадний декор. У 1942—1943 роках під час німецької окупації Харкова в храмі ненадовго було відновлено богослужіння. Після Німецько-радянської війни в будівлі розмістився кінотеатр «Спорт». 1966 року фасад церкви облицювали керамічною плиткою, а також знищили храмові розписи, до того лише приховані під шаром побілки. Останнім часом храм відновлюють в історичному вигляді. |
| 45    | Жандармська казарма                      | 1842                                              | —                         |                                       | Будівля зведена як жандармська казарма у 1842 році. Наприкінці ХІХ століття передана під потреби митниці. |
| 46    | Прибутковий будинок Попова               | 1912                                              | А-місц, МБ-місц № 7305-Ха |                                       | Прибутковий будинок Попова зведений у стилі український модерн у 1912 році за проєктом Сергія Тимошенка. |
| 47/49 | Прибутковий будинок Фельдмана            | 1914                                              | А-місц, МБ-місц № 7306-Ха |                                       | Великий прибутковий будинок Фельдмана зведено у 1913—1914 роках за проєктом Віктора Естровича у стилі модерн. |
| 50    | Залопанська пожежна частина              | 1845—1857, 1906—1908                              | А-місц, МБ-місц № 7307-Ха |                                       | Залопанська пожежна частина зведена у 1845—1857 роках. Вона є однією з найперших будівель пожежних частин в Україні. Реконструйована у 1906—1908 роках Борисом Корнієнком. |
| 51    | Прибутковий будинок                      | 1913                                              | А-місц, МБ-місц № 7308-Ха |                                       | Прибутковий будинок зведено у 1913 році у стилі модерн. Автором проєкту є Сергій Тимошенко. |
| 52    | Мебльовані кімнати                       | 1883                                              | А-місц, МБ-місц № 7309-Ха |                                       | Зведено за проєктом архітектора Гаврила Стрижевського у 1883 році. Пізніше будівля реконструйована Михайлом Дашкевичем. |
| 53/55 | Прибутковий будинок Володимира Нерослева | 1912—1913                                         | А-місц, МБ-місц № 7310-Ха |                                       | Прибутковий будинок Володимира Нерослева зведено у 1912—1913 роках за проєктом Здислава Харманського. Велика п'ятиповерхова будівля виконана у стилі модерн. |
| 57    | Торговий будинок Альсонових              | 1906                                              | А-місц, МБ-місц № 7311-Ха |                                       | Торговий будинок Альсонових зведений архітектором Юлієм Цауне у 1906 році. Двоповерхова будівля з чотирма люкарнами на мансарді виконана у стилі модерн. |
| 57/59 | Житловий будинок                         | 1956                                              | —                         |                                       | Кутовий житловий будинок із баштою, побудований у 1956 році за проєктом архітекторів В. С. Донського і В. С. Виродов у стилі радянського неокласицизму. |
| 67    | Будинок Висоцького                       | 1912                                              | А-місц, МБ-місц № 7312-Ха |                                       | Будинок Висоцького зведений у 1912 році у стилі український модерн. Автором проєкту, ймовірно, є Євген Сердюк. |
| 124   | Озерянська церква                        | 1892—1901                                         | А-місц, МБ-місц № 7313-Ха |                                       | Зведена у 1892—1901 роках за проєктом Володимира Нємкіна на шляху хресної ходи з перенесення Озерянської ікони Божої Матері від Курязького монастиря до Покровського. |

## Установи

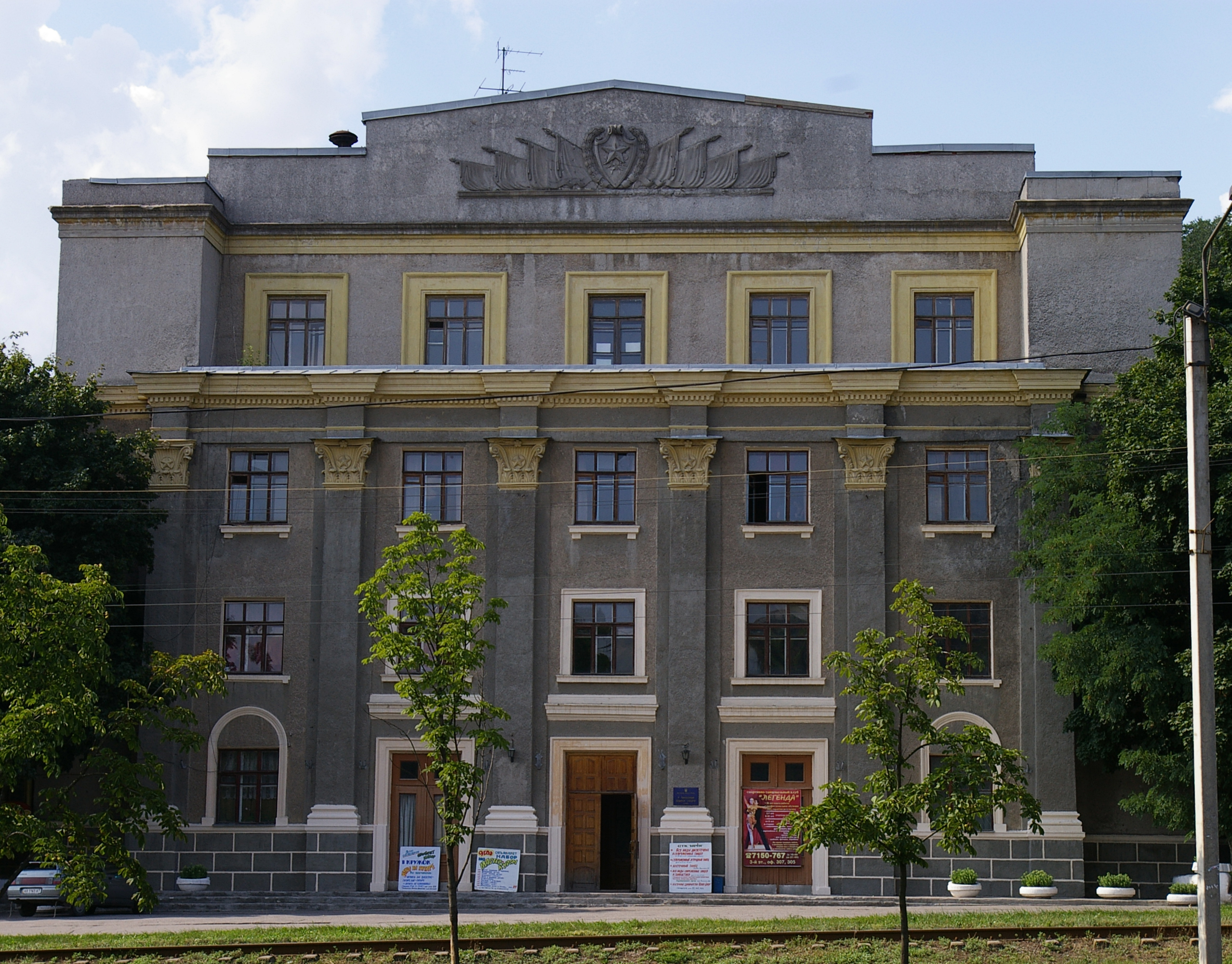
Буд. № 184. Будинок офіцерів

### Державні та комунальні установи
- № 11 — Громадська приймальня Харківського міського голови у Новобаварському районі;[62] Управління житлово-комунального господарства та ін. комунальні установи й служби.

- № 13/15 — Новобаварський об'єднаний районний військовий комісаріат (не працює).
- № 19 — Фінансове управління.
- № 20 — Холодногірський районний суд м. Харкова.[63]
- № 45 — Новобаварський районний суд м. Харкова.[64]
- № 46 — Підрозділ державної виконавчої служби, Холодногірський район; Санітарно-епідеміологічна станція Холодногірського району м. Харкова.[65]

- № 50 — Харківське районне управління МНС;[66] Підрозділ МНС ПДПЧ-3.

- № 99 — Харківський слідчий ізолятор.[67]

### Навчальні заклади
- № 5 — Факультет музичного мистецтва Харківської державної академії культури.
- № 133 — Харківський обліково-економічний технікум-інтернат імені Ф. Г. Ананченка.
- № 192 — Військовий інститут танкових військ НТУ «ХПІ».

### Заклади культури
- № 6 — кінотеатр «Боммер».[68] Перший у Харкові «сінематограф», був побудований у 1906 році за проєктом Бориса Корнієнка, у дворі цього будинку. Також тут працював фотограф Альфред Федецький.
- № 18 — Харківський театр для дітей та юнацтва[69]. На початку XX ст. у цій будівлі розташовувався театр «Машель».
- № 118 — в цьому будинку розташовані 2 бібліотеки — Центральна дитяча бібліотека Холодногірського р-ну і бібліотека-філія № 11 для дорослих ЦБС Холодногірського району м. Харкова.[70]
- № 184 — 9-й гарнізонний будинок офіцерів.[71]

### Релігійні установи
- № 44 — Свято-Димитрівський храм УГКЦ. З 1992 року у будинку (на той час кінотеатр «Спорт») відновилися богослужіння УАПЦ (о). У 2020 році Свято-Дмитрівська парафія увійшла під юрисдикцію УГКЦ. Храм поступово відбудовується силами парафіян.
- № 124 — Свято-Озерянська церква Харківської єпархії УПЦ (МП).

## Парки і сквери

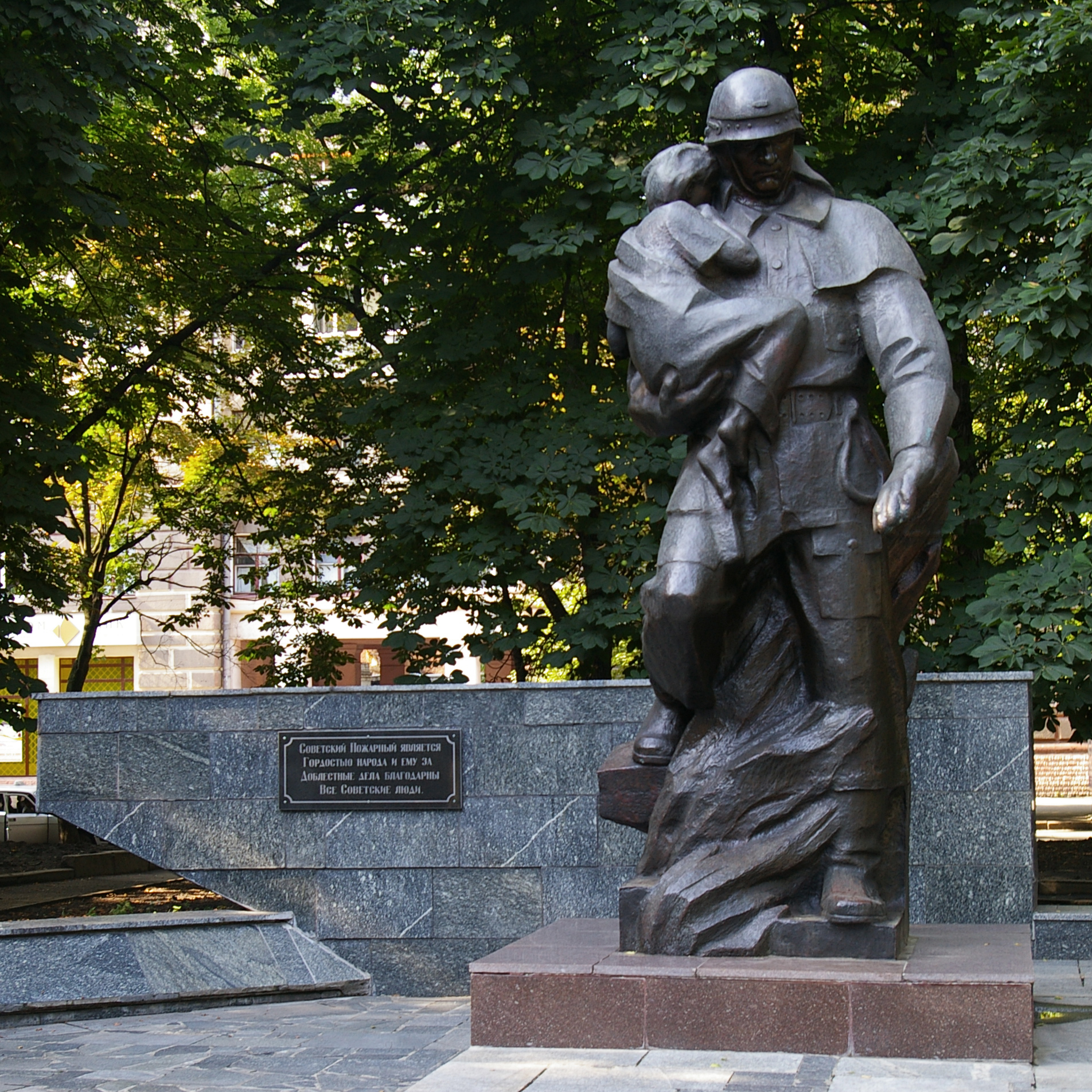
Пам'ятник пожежникам

- Між вулицями Різдвяна і Ярославська забудова Полтавського Шляху утворює невелику площу шестикутної форми, на якій влаштовано сквер. Така форма забудови вулиці спричинена заболоченим озерцем, яке колись існувало на цьому місці. У середині XIX століття озеро висохло, а на його місці облаштовано сквер[2]. У 1958 році у сквері було поставлено пам'ятник Якову Свердлову (скульптор Я. І. Рик, архітектор А. П. Павлов[72]). У ніч на 11 квітня 2015 року пам'ятник було демонтовано у рамках декомунізації[73]. Частина скверу, праворуч від вулиці Полтавський Шлях, у 2021 році стала сквером мислителів, де розташовано скульптурну композицію з трьох фігур мислителів: Григорія Сковороди, Мірза Ахундова, Абай Кунанбаєва. Автором скульптури є Сейфаддін Гурбанов[74].
- Поруч із пожежною частиною № 3 (буд. № 50) розташований Сквер Пожежників з пам'ятником, присвяченим пожежникам, які загинули при виконанні службового обов'язку (скульптор М. Ф. Овсянкін, архітектор Ю. М. Шкодовський)[75]. Поруч також розташована стела ліквідаторам наслідків вибуху на Чорнобильській АЕС[75].
- Поруч зі станцією метро «Холодна Гора», відрізаний від вулиці торгівельним центром, розташований сквер імені Олександра Мещанінова, професора, доктора медичних наук. У 2006 році у сквері було відкрито пам'ятник-погруддя лікареві, який у роки окупації Харкова під час Другої Світової війни, спромігся відкрити на базі 9-ї міської лікарні відділення Червоного Хреста. Багато поранених військовополонених червоноармійців були врятовані Мещаніновим від концтабору.[76]
- Біля Будинку офіцерів (буд. № 184) розташований невеликий сквер.
- Перед поворотом на Залютинську вулицю розташований парк «Юність», відкритий у 1978 році (архітектори Ю. Г. Шуліка, А. І. Зобенко, С. Д. Мискова і студенти художньо-промислового інституту).
- Там, де Полтавський Шлях перетинає річку Уди, розташований Удянський гідропарк, започаткований у 1967 р. (архітекторка Ганна Маяк). Річище було розширено і, таким чином, створене водосховище.

## Характеристика
Вулиця Полтавський Шлях має довжину близько 7,6 кілометра, починаючись із центру міста і перетворюючись на Полтавське шосе за Кільцевою дорогою. Вулиця бере початок від Лопанського мосту, який з'єднує її з Сергіївським майданом і центром міста. В цьому місці вулицю перетинає Лопанська набережна. Далі Полтавський Шлях йде на захід, в сторону Холодної гори. Вулицю перетинають і приєднуються: Клубний провулок, Різдвяна вулиця, Ярославська вулиця, Дмитрівська вулиця, Зброярська вулиця, Гончарівський бульвар, майдан Національної Гвардії, вулиця Євгена Котляра, вулиця Гвардійців Залізничників. Між вулицями Зброярською та Євгена Котляра Полтавський Шлях утворює майдан Героїв Чорнобиля. В районі станції «Харків-Пасажирський», за вулицею Гвардійців Залізничників Полтавський Шлях проходить Холодногірським шляхопроводом над залізничними коліями. Побудований у 1954 році за проєктом архітектора А. М. Мацкевича, на місці підірваного в 1941 році шляхопроводу. Далі вулиця підіймається на Холодну Гору та повертає на південний захід, тут її перетинають і приєднуються: вулиця Рилєєва, Семінарська вулиця, Полтавський провулок, Озерянська вулиця, вулиця Кандаурова, Терихівська вулиця, вулиця Петра Болбочана, Болгарський провулок, Холодногірська вулиця, вулиця Переможців, вулиця Олександра Лавренка, Залютинська вулиця. Далі Полтавський Шлях проходиться Залютинським мостом, через струмок Залютин (міст побудований у 1971 році), а також Гуківським мостом, через річку Уди (міст побудований у 1952 році). На розв'язці з Кільцевою дорогою Полтавський Шлях закінчується, впадаючи у Полтавське шосе.

## Транспорт
Полтавський Шлях зв'язує центр міста із залізничним вокзалом «Харків-Пасажирський», Холодною Горою і далі прямує до розв'язки на перетині з Харківською окружною дорогою. Вулицею проходить автошлях міжнародного значення М03, який веде на Полтаву та Київ.
Сьогодні вулицею Полтавський шлях проходять трамвайні маршрути:
- 3 — Залютине — Полтавський Шлях — вул. Греківська — вул. Москалівська — Новожанове. Неподалік на Залютинській вулиці розташована кінцева зупинка «Залютине» з трамвайним кільцем;
- 5 — Вокзал «Харків-Пасажирський» — вул. Одеська;
- 6 — Вокзал «Харків-Пасажирський» — Полтавський Шлях — просп. Героїв Харкова — Салтівське шосе — 602-й м/р;
- 7 — Новоселівка — Вокзальна — Просп. Перемоги.

Автобусні маршрути:
- 22 — ст. м. «Холодна Гора» — вул. Радіотехнічна;
- 43е — ст. м. «Холодна Гора» — Залютине;
- 57 — ст. м. «Центральний ринок» — пр. Дзюби;
- 58 — вул. Академіка Богомольця — пр. Слави;
- 67 — ст. м. «Центральний ринок» — ст. м. «Холодна Гора»;
- 75е — ст. м. «Холодна Гора» — Завод «Надія»;
- 99 — ст. м. «Холодна Гора» — Медичний коледж;
- 109 — ст. м. «Центральний ринок» — Лідне;
- 209е — ст. м. «Холодна Гора» — Лідне;
- 220е — ст. м. «Холодна Гора» — вул. Одеська;
- 237е — ст. м. «Холодна Гора» — Липовий Гай;
- 243 — ст. м. «Холодна Гора» — Залютине;
- 258е — вул. Академіка Богомольця — пр. Слави;
- 273 — ст. м. «Холодна Гора» — Липовий Гай.

Поруч зі станцією метро «Холодна Гора» розташована автостанція № 8 «Холодна Гора».